# Abinger
Abinger est une paroisse civile et un village du Surrey, en Angleterre.
La paroisse civile inclut la localité de Abinger Hammer.